# Inoue Orihime
Orihime Inoue (井上织姫, Inoue Orihime) är en person från manga-serien Bleach, som är klasskamrat och vän till Kurosaki Ichigo, liksom en av de centrala karaktärerna i serien. Som många andra vänner till Ichigo, utvecklar hon snabbt sin egen andliga makt efter att Ichigo blir en Shinigami. Senare blir hon bortförd till Hueco Mundo av Arrancaren Ulquiorra, en fiende till Soul Society. Deras ledare hade fått upp ögonen för hennes ovanliga krafter. Ichigo och hennes andra vänner beger sig kort därefter till Hueco Mundo för att rädda henne, trots att det går emot Soul Societys order om detta.
Orihime har långt orange-brunt hår som hon bär bakom sina öron med hårnålar. Hon tar aldrig bort sina hårnålar, utom när hon sover, eftersom de bärs till minne av hennes bror Sora, medan hennes hår är långt för att hedra löftet Tatsuki Arisawa en gång avlade för att skydda henne. Hennes mest märkbara fysiska drag är en förvånansvärt utvecklad figur för en tonåring, särskilt när det gäller hennes bröst. Hennes stora bröst är ibland föremål för skämt i serien. En flicka kommenterade att "all näring går till hennes bröst." Orihime har bruna ögon i färg bilder av manga, men lila-färgade grå ögon i animen.
Orihime lagar och äter konstig mat hemma, även om hon också tycker om några vanliga livsmedel. Bortsett från Rangiku Matsumoto och eventuellt Tessai Tsukabishi så gillar ingen Orihimes smaker.